# Vuelta a Suiza 2000
La Vuelta a Suiza 2000 fue la 64.ª edición de la carrera, que se disputó entre el 13 y el 22 de junio de 2000, para un recorrido total de 1.358,6 km con salida en Uster y llegada a Baden. El suizo Oscar Camenzind del equipo Deutsche Telekom se adjudicó la carrera.

## Etapas
| Etapa | Fecha       | Recorrido                    | km   | Vencedor de la etapa  | Líder            |
| ----- | ----------- | ---------------------------- | ---- | --------------------- | ---------------- |
| 1.ª   | 13 de junio | Uster > Uster (CRE)          | 24,6 | Team Deutsche Telekom | Steffen Wesemann |
| 2.ª   | 14 de junio | Uster > Rheinfelden          | 197  | Fred Rodríguez        | Markus Zberg     |
| 3.ª   | 15 de junio | Rheinfelden > Friburgo       | 182  | Wladimir Belli        | Michael Boogerd  |
| 4.ª   | 16 de junio | Friburgo > Verbier           | 156  | Pascal Hervé          | Pascal Hervé     |
| 5.ª   | 17 de junio | Sierre > Sierre (CRI)        | 30   | Raivis Belohvoščiks   | Jan Ullrich      |
| 6.ª   | 18 de junio | Ulrichen > Ulrichen          | 103  | Eddy Mazzoleni        | Jan Ullrich      |
| 7.ª   | 19 de junio | Locarno > Lugano             | 171  | Marco Fincato         | Jan Ullrich      |
| 8.ª   | 20 de junio | Locarno > La Punt Chamues-ch | 170  | Stefano Garzelli      | Oscar Camenzind  |
| 9.ª   | 21 de junio | Sankt Moritz > Arosa         | 150  | Francesco Secchiari   | Oscar Camenzind  |
| 10.ª  | 22 de junio | Herisau > Baden              | 175  | Stefano Zanini        | Oscar Camenzind  |

## Detalles de la etapa

### 1.ª etapa
- 13 de junio: Uster > Uster – CRE – 24,6 km[1]

Resultados
| Pos. | Equipo                | Tiempo |
| ---- | --------------------- | ------ |
| 1    | Team Deutsche Telekom | 26'30" |
| 2    | Rabobank              | a 5"   |
| 3    | Mapei-Quick Step      | a 11"  |

| Pos. | Corredor            | Equipo        | Tiempo |
| ---- | ------------------- | ------------- | ------ |
| 1    | Steffen Wesemann    | Deutsche Tel. | 26'30" |
| 2    | Jens Heppner        | Deutsche Tel. | s.t.   |
| 3    | Aleksandr Vinokurov | Deutsche Tel. | s.t.   |

### 2.ª etapa
- 14 de junio: Uster > Rheinfelden – 197 km[2]

Resultados
| Pos. | Corredor        | Equipo       | Tiempo   |
| ---- | --------------- | ------------ | -------- |
| 1    | Fred Rodriguez  | Mapei        | 4h30'36" |
| 2    | Sven Teutenberg | Gerolsteiner | s.t.     |
| 3    | Markus Zberg    | Rabobank     | s.t.     |

| Pos. | Corredor         | Equipo        | Tiempo   |
| ---- | ---------------- | ------------- | -------- |
| 1    | Markus Zberg     | Rabobank      | 4h57'06" |
| 2    | Steffen Wesemann | Deutsche Tel. | s.t.     |
| 3    | Fred Rodriguez   | Mapei         | a 2"     |

### 3.ª etapa
- 15 de junio: Rheinfelden > Friburgo – 182 km[3]

Resultados
| Pos. | Corredor         | Equipo        | Tiempo   |
| ---- | ---------------- | ------------- | -------- |
| 1    | Wladimir Belli   | Fassa Bortolo | 4h23'06" |
| 2    | Marcel Strauss   | Post Swiss    | a 3"     |
| 3    | Stefano Garzelli | Mercatone Uno | s.t.     |

| Pos. | Corredor        | Equipo     | Tiempo   |
| ---- | --------------- | ---------- | -------- |
| 1    | Michael Boogerd | Rabobank   | 9h20'22" |
| 2    | Marcel Strauss  | Post Swiss | a 10"    |
| 3    | Eddy Mazzoleni  | Team Polti | a 18"    |

### 4.ª etapa
- 16 de junio: Friburgo > Verbier – 156 km[4]

Resultados
| Pos. | Corredor        | Equipo         | Tiempo   |
| ---- | --------------- | -------------- | -------- |
| 1    | Pascal Hervé    | Team Polti     | 3h46'51" |
| 2    | Oscar Camenzind | Lampre         | a 39"    |
| 3    | Mauro Zanetti   | Vini Caldirola | s.t.     |

| Pos. | Corredor        | Equipo        | Tiempo    |
| ---- | --------------- | ------------- | --------- |
| 1    | Pascal Hervé    | Team Polti    | 13h07'47" |
| 2    | Jan Ullrich     | Deutsche Tel. | a 44"     |
| 3    | Oscar Camenzind | Lampre        | a 47"     |

### 5.ª etapa
- 17 de junio: Sierre > Sierre – CRI – 30 km[5]

Resultados
| Pos. | Corredor            | Equipo        | Tiempo |
| ---- | ------------------- | ------------- | ------ |
| 1    | Raivis Belohvoščiks | Lampre        | 38'00" |
| 2    | Dario Frigo         | Fassa Bortolo | a 1"   |
| 3    | Jan Ullrich         | Deutsche Tel. | a 16"  |

| Pos. | Corredor         | Equipo        | Tiempo    |
| ---- | ---------------- | ------------- | --------- |
| 1    | Jan Ullrich      | Deutsche Tel. | 13h46'47" |
| 2    | Oscar Camenzind  | Lampre        | a 1'07"   |
| 3    | Daniele Nardello | Mapei         | a 1'23"   |

### 6.ª etapa
- 18 de junio: Ulrichen > Ulrichen – 103 km[6]

Resultados
| Pos. | Corredor       | Equipo        | Tiempo   |
| ---- | -------------- | ------------- | -------- |
| 1    | Eddy Mazzoleni | Team Polti    | 3h05'47" |
| 2    | Dario Frigo    | Fassa Bortolo | s.t.     |
| 3    | Wladimir Belli | Fassa Bortolo | s.t.     |

| Pos. | Corredor        | Equipo        | Tiempo    |
| ---- | --------------- | ------------- | --------- |
| 1    | Jan Ullrich     | Deutsche Tel. | 16h54'29" |
| 2    | Eddy Mazzoleni  | Team Polti    | a 13"     |
| 3    | Oscar Camenzind | Lampre        | a 17"     |

### 7.ª etapa
- 19 de junio: Locarno > Lugano – 171 km[7]

Resultados
| Pos. | Corredor           | Equipo        | Tiempo   |
| ---- | ------------------ | ------------- | -------- |
| 1    | Marco Fincato      | Fassa Bortolo | 3h58'31" |
| 2    | Salvatore Commesso | Saeco         | a 21"    |
| 3    | Maarten den Bakker | Rabobank      | s.t.     |

| Pos. | Corredor        | Equipo        | Tiempo    |
| ---- | --------------- | ------------- | --------- |
| 1    | Jan Ullrich     | Deutsche Tel. | 20h53'26" |
| 2    | Eddy Mazzoleni  | Team Polti    | a 13"     |
| 3    | Oscar Camenzind | Lampre        | a 16"     |

### 8.ª etapa
- 20 de junio: Locarno > La Punt Chamues-ch – 170 km

Resultados
| Pos. | Corredor         | Equipo        | Tiempo   |
| ---- | ---------------- | ------------- | -------- |
| 1    | Stefano Garzelli | Mercatone Uno | 4h40'19" |
| 2    | Gilberto Simoni  | Lampre        | s.t.     |
| 3    | Richard Virenque | Team Polti    | s.t.     |

| Pos. | Corredor        | Equipo        | Tiempo    |
| ---- | --------------- | ------------- | --------- |
| 1    | Oscar Camenzind | Lampre        | 25h34'01" |
| 2    | Dario Frigo     | Fassa Bortolo | a 14"     |
| 3    | Wladimir Belli  | Fassa Bortolo | a 26"     |

### 9.ª etapa
- 21 de junio: Sankt Moritz > Arosa – 150 km[8]

Resultados
| Pos. | Corredor            | Equipo     | Tiempo   |
| ---- | ------------------- | ---------- | -------- |
| 1    | Francesco Secchiari | Saeco      | 3h47'59" |
| 2    | Salvatore Commesso  | Saeco      | a 3'34"  |
| 3    | Christian Heule     | Post Swiss | a 3'44"  |

| Pos. | Corredor        | Equipo        | Tiempo    |
| ---- | --------------- | ------------- | --------- |
| 1    | Oscar Camenzind | Deutsche Tel. | 29h30'21" |
| 2    | Dario Frigo     | Deutsche Tel. | a 14"     |
| 3    | Wladimir Belli  | Phonak        | a 26"     |

### 10.ª etapa
- 22 de junio: Lausanne > Lausanne – 175,9 km[9]

Resultados
| Pos. | Corredor          | Equipo       | Tiempo   |
| ---- | ----------------- | ------------ | -------- |
| 1    | Stefano Zanini    | Mapei        | 4h23'13" |
| 2    | Thomas Mühlbacher | Gerolsteiner | s.t.     |
| 3    | Marcel Strauss    | Post Swiss   | s.t.     |

| Pos. | Corredor        | Equipo        | Tiempo    |
| ---- | --------------- | ------------- | --------- |
| 1    | Oscar Camenzind | Deutsche Tel. | 34h01'05" |
| 2    | Dario Frigo     | Fassa Bortolo | a 14"     |
| 3    | Wladimir Belli  | Fassa Bortolo | a 26"     |

## Clasificaciones finales

### Clasificación general
| Pos. | Corredor         | Equipo        | Tiempo    |
| ---- | ---------------- | ------------- | --------- |
| 1    | Oscar Camenzind  | Deutsche Tel. | 34h01'05" |
| 2    | Dario Frigo      | Fassa Bortolo | a 14"     |
| 3    | Wladimir Belli   | Fassa Bortolo | a 26"     |
| 4    | Sven Montgomery  | F. des Jeux   | a 1'42"   |
| 5    | Jan Ullrich      | Deutsche Tel. | a 2'07"   |
| 6    | Richard Virenque | Team Polti    | a 2'22"   |
| 7    | Daniele Nardello | Mapei         | a 2'40"   |
| 8    | Michael Boogerd  | Rabobank      | a 5'13"   |
| 9    | Oscar Mason      | Mercatone Uno | a 6'21"   |
| 10   | Daniel Atienza   | Saeco         | a 6'40"   |

### Clasificación de la montaña
| Pos. | Corredor            | Equipo        | Puntos |
| ---- | ------------------- | ------------- | ------ |
| 1    | Stefano Garzelli    | Mercatone Uno | 72     |
| 2    | Stephan Gottschling | Post Swiss    | 61     |
| 3    | Pascal Hervé        | Team Polti    | 44     |
| 4    | Wladimir Belli      | Fassa Bortolo | 43     |
| 5    | Salvatore Commesso  | Saeco         | 40     |

### Clasificación por puntos
| Pos. | Corredor        | Equipo        | Puntos |
| ---- | --------------- | ------------- | ------ |
| 1    | Fred Rodriguez  | Mapei         | 55     |
| 2    | Marco Fincato   | Fassa Bortolo | 46     |
| 3    | Wladimir Belli  | Fassa Bortolo | 45     |
| 4    | Sven Teutenberg | Gerolsteiner  | 41     |
| 5    | Marcel Strauss  | Post Swiss    | 36     |

### Clasificaciones de Sinalco Sprint
| Pos. | Corredor            | Equipo        | Puntos |
| ---- | ------------------- | ------------- | ------ |
| 1    | Matthias Buxhofer   | Phonak        | 20     |
| 2    | Juan Manuel Gárate  | Lampre        | 15     |
| 3    | Wladimir Belli      | Fassa Bortolo | 9      |
| 4    | Pascal Hervé        | Team Polti    | 9      |
| 5    | Francesco Secchiari | Saeco         | 7      |

### Clasificaciones de Tissot Sprint
| Pos. | Corredor         | Equipo        | Puntos |
| ---- | ---------------- | ------------- | ------ |
| 1    | Pascal Hervé     | Team Polti    | 9      |
| 2    | Wladimir Belli   | Fassa Bortolo | 6      |
| 3    | Marco Fincato    | Fassa Bortolo | 6      |
| 4    | Armin Meier      | Saeco         | 6      |
| 5    | René Haselbacher | Gerolsteiner  | 6      |

### Clasificación por equipos
| Pos. | Equipo                | Tiempo     |
| ---- | --------------------- | ---------- |
| 1    | Fassa Bortolo         | 101h12'18" |
| 2    | Mercatone Uno-Albacom | a 12'18"   |
| 3    | Team Polti            | a 20'32"   |
| 4    | Team Deutsche Telekom | a 25'08"   |
| 5    | Rabobank              | a 25'54"   |